# Uranya
Uranya Fegme (Fabbrica Europea Grandi Marche Elettroniche) s.p.a. è stata un'azienda italiana dell'elettronica di consumo. Successivamente, con il nome Uranya è stato un marchio italiano dell'elettronica di consumo, in particolare nel settore degli apparecchi radio-televisivi, posseduto da Formenti. È oggi un marchio inutilizzato . Il logo di Uranya era costituito da lettere maiuscole fra loro unite alternativamente agli apici ed alle basi.

## Storia
Alla fine degli anni cinquanta venne costituita a Tribiano - da parte di Aldo Tamburelli - l'azienda Uranya Fegme (acronimo di Fabbrica Europea Grandi Marche Elettroniche), che iniziò l'attività di progettazione di apparecchi radiofonici sia da tavolo, sia portatili, e televisori. Per quanto riguarda la produzione, Uranya utilizzò, a differenza degli altri costruttori, spesso nei suoi progetti componenti misti di fornitori europei e - qualora non disponibili ancora - americani: uno dei suoi dispositivi radio portatili più diffusi, la De Luxe, oltre a montare sul proprio telaio transistor sia europei che USA (il 2N93 costituisce uno dei primi transistor), con gli stessi progetti che erano pensati assieme ad altre aziende dell'epoca o concesse reciprocamente in licenza (la stessa radio De Luxe, venne venduta anche da GBC - Gian Bruto Castelfranchi come TR/23 nonché Telemark.
Nel 1963 la società viene ceduta - con l'uscita di scena di Tamburelli - e cambia nome, divenendo Uranya s.n.c. di Favia&C, e successivamente Uranya Costruzioni Elettroniche Radio-Televisive.  A fine 1965 depositò alcuni modelli di utilità e modelli ornamentali di apparati di design, fra cui un televisore su sostegno girevole, una radio con frontale di forma ovale, nonché delle fonovaligie. Alla fine degli anni sessanta, la linea televiori di Uranya - totalmente a transistor - comprendeva, anche televisori portatili e alimentabili a batterie, quali il T40 da 11 pollici, e il T110 da 16 pollici. Vi erano le serie IU ed F. Oltre a questo, anche radio da tavolo quale la UF50 a modulazione di frequenza. Uranya tentò anche la produzione di componenti separati per impianti hi-fi, quali le casse Uranya Box UF50 posizionandosi; nonostante la scarsa produzione, a causa dei continui rimodulamenti, prestiti ed iniezioni di capitale, viene considerata fra le principali aziende operanti nel settore dal 1962 al 1970.

### La Uranya Hellas
Alla fine degli anni sessanta la Uranya progetta, in accordo con il governo greco, la creazione di una nuova fabbrica per la produzione di televisori da esportazione, con un investimento di 3.3 milioni di dollari, che avrebbe dovuto essere operativa dal 1970. Tale operazione finanziaria - con la creazione di Uranya Hellas - non ha però seguito operativo documentato, anche a causa del peggioramento finanziario dell'azienda, legato ad una serie di altri investimenti mai del tutto chiariti. La stessa Uranya Hellas viene definita come "vicina ai colonnelli greci, tramite la Banca Privata Finanziaria" apparendo quindi essere - se non altro - divenuta, qualcosa di diverso da un progetto industriale reale.

## La crisi ed il gruppo Formenti
Nell'agosto del 1973 la Uranya, oramai da tempo pressoché improduttiva ed in forte crisi finanziaria per i continui investimenti effettuati ed uno scoperto debitorio (nel 1974 risulterà avere una inspiegabile, economicamente, per le dimensioni dell'azienda, perdita cresciuta fino a 40 milioni di dollari), mutò nome in Pennsylvania s.a.s. di Itavia e C. Nel settembre dello stesso anno fu perfezionata la sua acquisizione da parte della Oxford Corporation - a sua volta parte della Interphoto, una multinazionale dell'elettronica; il tutto avvenne attraverso una serie di complesse operazioni, attraverso la Interphoto Italia s.p.a., una società di importazione e distribuzione con sede in via Buozzi 16/18 a Segrate. La situazione debitoria non fu però risolta, al punto che, l'anno successivo, un ramo della Uranya fu rilevata dalla Formenti, che ne acquisì il marchio ed il know how relativo alla produzione dei televisori.
Mentre gli stabilimenti di Tribiano vennero poi ceduti e mantenuti da una diversa piccola azienda già esistente (denominata Microtel s.p.a.), che acquisì anche parte del personale, la Formenti rilevò solamente i brevetti e la progettazione dei nuovi televisori che - a marchio Uranya - sarebbero poi stati assemblati, per alcuni anni, negli stabilimenti di Sessa Aurunca (CE). La produzione si sviluppò attraverso svariati modelli, denominati con titoli di fantasia (quali il Rock 15', il Twist 17' il Samba lo Skylab ed il Polaris 22', il Trident 25'  l'Apollo 26', il Calypso, l'Orbiter ed il Mariner 28', Cosmos 34'). Spesso erano solo rebadging di televisori prodotti da Formenti anche sotto altri marchi. Negli ultimi anni, i televisori - quali il Tvc 2437, predisposto per la presa SCART - venivano assemblati per il mercato estero, prima che il brand cessasse definitivamente di essere utilizzato, anche a causa dell'irreversibile crisi del gruppo Formenti stesso. A causa dello scarso interesse collezionistico, i telai della Uranya sono oggi pressoché introvabili.

## Le inchieste
Uranya Fegme è stata coinvolta indirettamente da alcune inchieste giornalistiche relative alla massoneria ed alla Loggia P2. Negli anni 50, infatti, un esponente della mafia italo-americana, Danil "Dan" Porco divenne consigliere dell'azienda tribianese; si è scritto sull'utilizzo di tale ruolo come riferimento in Italia, per lo sviluppo dei rapporti che Michele Sindona avrebbe avuto, durante quegli anni, con l'organizzazione per il tramite di Porco. Nonostante il capitale dell'azienda risultasse effettivamente elevato per i tempi e per il tipo di attività (1 miliardo e 300 milioni), l'azienda in quanto tale, ed il suo management, però, non hanno avuto alcun ruolo riconosciuto nella vicenda. La Uranya è stata nuovamente al centro di ulteriori inchieste statunitensi relative a successivi complessi giri finanziari avvenuti nei primi anni 70: nei primi 10 mesi del 1972, su suggerimento dello stesso Sindona, tre aziende: la Argus Inc, la Interphoto Corporation e la Oxford Electric Company avrebbero investito oltre 3 milioni di dollari per acquisire Uranya e salvarla dalla bancarotta, considerato il debito di 7 milioni di sterline che la stessa Uranya aveva nei confronti della Banca Privata; con tale operazione, Uranya poté pagare alla Banca Privata di Sindona oltre 500.000 sterline fra interessi e tassi di sconto, lasciando l'azienda in una situazione di forte crisi, ma evitando il fallimento. Con il passaggio al gruppo Formenti, la parte di Uranya acquistata si stabilizza, lasciando al precedente proprietario solo gli stabilimenti di via Cassino d'Alberi 11, impiegati da un'altra azienda e recentemente abbattuti per essere sostituiti da nuove strutture.